# Dolný Vadičov
Dolný Vadičov (maďarsky Alsóvadas) je obec na Slovensku v okrese Kysucké Nové Mesto. V roce 2016 zde žilo 481 obyvatel. První písemná zmínka o obci pochází z roku 1359.
V obci se nachází kaple z poloviny 19. století a dřevěná zvonice z téhož století, která byla pro špatný stav rozebrána a v roce 1989 znovu postavena do původního stavu z materiálů, které použili původní stavitelé.
Mezi památky lidové architektury se řadí i srubové domy z 19. století se sedlovou střechou, štítem a podloubím.